# تسويق التجزئة

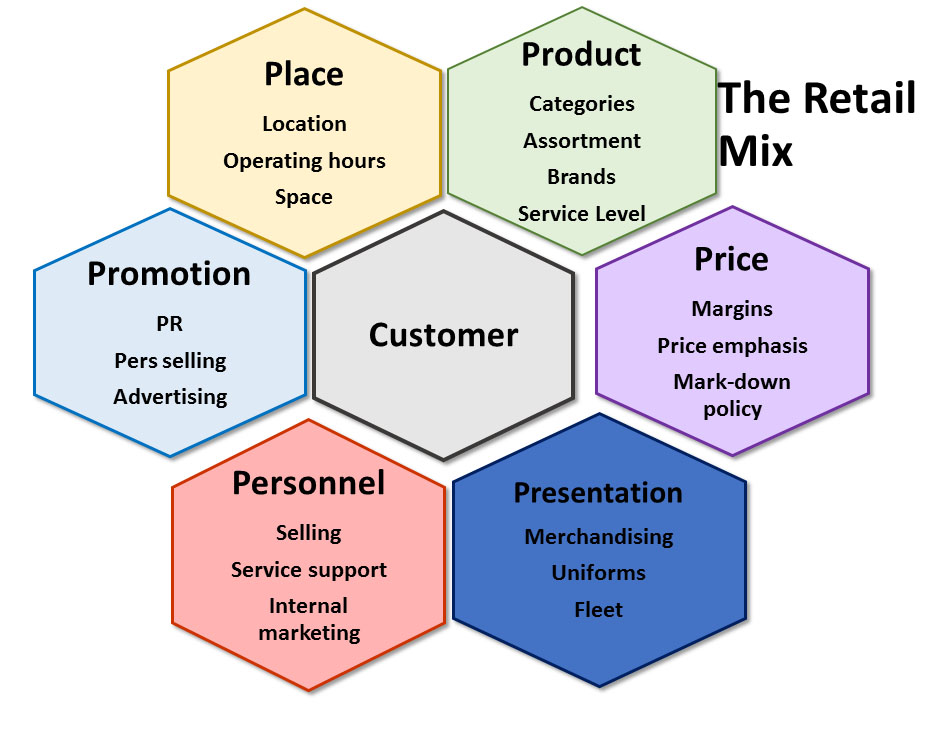

بمجرد وضع الخطة الاستراتيجية، يلتفت مديرو التجزئة إلى جوانب التخطيط الأكثر إداريةً. ابتُكر مزيج تسويق التجزئة لغرض تنسيق القرارات التكتيكية اليومية. يتألف مزيج تسويق التجزئة عادة من ست طبقات قرارات واسعة تتضمن قرارات المنتَج، وقرارات المكان، والترويج، والسعر، وطاقم الموظفين والعرض التقديمي (يُعرف أيضًا بالدليل المادي). مزيج تسويق التجزئة قائم بصورة فضفاضة على المزيج التسويقي، لكن جرى توسيعه وتعديله بما يتوافق مع الحاجات الفريدة لسياق التجزئة. جادل عدد من الباحثين من أجل تسويق موسع، وهو مزيج أُدخل فيه عاملا حرف البّي الجديدان، أي، طاقم الموظفين والعرض التقديمي (بيرسونيل وبرزنتيشن) لأنهما يساهمان في تجربة التجزئة الفريدة للعميل وهما أساسان رئيسيان لتمايز البيع بالتجزئة. مع ذلك، جادل باحثون آخرون من أجل وجوب تضمين شكل التجزئة (أي صيغة التجزئة). غالبًا ما يُدعى مزيج تسويق التجزئة المُعدل الأكثر ذكرًا في الكتب المدرسية باسم أحرف بّي الستة للبيع بالتجزئة (انظر الرسم البياني على اليمين).

## المنتَج
القرارات الأساسية المتعلقة بالمنتَج التي تواجه بائع التجزئة هي تشكيلة المنتَجات (انتقاء خطوط المنتجات وعددها والعلامات التجارية)؛ ونوع خدمة العملاء (من الخدمة الشخصية وصولًا إلى الخدمة الذاتية) وتوافر خدمات الدعم (مثل شروط الائتمان، وخدمات التوصيل، وخدمة ما بعد البيع). تُبنى هذه القرارات على التحليل الدقيق للسوق، والطلب، والمنافسة بالإِضافة إلى مهارات بائع التجزئة وخبراته.

### تشكيلة المنتَجات
يشير مصطلح تشكيلة المنتجات إلى الجمع بين كل من شمولية المنتجات وكثافتها. السمات الأساسية لتشكيلة منتجات شركة ما هي:
1-    طول أو عدد خطوط المنتجات:
عدد المنتجات المختلفة التي يقدمها متجر ما.
2-    الشمولية:
تُشير إلى تنوع خطوط المنتجات التي يقدمها متجر ما. تُعرف أيضًا باتساع تشكيلة المنتجات، وشمولية السلع، واتساع خطوط المنتجات.
3-    كثافة أو عدد أصناف منتج ما ضمن خط منتجات:
عدد كل مادة أو عدد طرازات بعينها يقدمها المتجر.
4-    الانسجام:
كيفية اتصال المنتجات ببعضها في بيئة التجزئة.
بالنسبة لبائع التجزئة، قد يكون إيجاد التوازن المناسب بين الشمولية والكثافة مفتاحًا للنجاح. يقدم سوبرماركت متوسط بين 30,000 إلى 60,000 خط منتجات مختلف (طول المنتجات أو تشكيلتها)، لكنه قد يقدم 100 نوع مختلف من معجون الأسنان (كثافة المنتجات). يقدم باعة التجزئة المتخصصون عادة خطوط منتجات أقل، قد تصل إلى 20 خط فقط، لكنهم عادة ما يخزنون كثافة أكبر. كاستكو مثلًا، يقدم 5,000 خط مختلف بينما يقدم ألدي 1,400 خط فقط في المتجر الواحد.
تمنح التشكيلات الواسعة المستهلك العديد من الفوائد، أبرزها اتساع حيّز الاختيار وإتاحة فرصة إيجاد المنتَج المثالي للمستهلك. مع ذلك، بالنسبة لبائع التجزئة، تكبده التشكيلات الأوسع تكاليفًا فيما يتعلق بحفظ السجلات، وإدارة الجرد، والتسعير ومخاطر متعلقة بالهدر نتيجة المخزون الفاسد أو البالي أو غير المباع. يعرض التعامل مع مخزون كبير بائع التجزئة أيضًا إلى مخاطر أكبر فيما يتعلق بالمخزون بطيء الحركة والمبيعات المنخفضة بالنسبة للقدم المربع من مساحة المتجر. من الناحية الأخرى، يمكن أن يؤدي خفض عدد خطوط المنتجات إلى توفير في المصاريف عبر زيادة تقليب المخزون باستبعاد الخطوط بطيئة الحركة، وتقليل نضوب المخزون، وزيادة قدرة المساومة مع الموردين، وخفض المصاريف المتعلقة بجرد الهدر والتخزين، ورفع المبيعات بالنسبة للقدم المربع ما يعني استخدامًا أكثر كفاءة للمساحة.
عند تحديد عدد خطوط المنتجات المراد تخزينها، ينبغي على بائع التجزئة التفكير في نمط المتجر، والقدرة التخزينية المادية له، وعمر تخزين المواد، ومعدلات التقليب المتوقعة لكل خط وحاجات العميل وتطلعاته.

### خدمة العملاء وخدمات الدعم
خدمة العملاء هي «مجموع التصرفات والعناصر التي تمكن المستهلكين من الحصول على ما يحتاجون أو يرغبون من مؤسسة البيع بالتجزئة». يجب أن يقرر باعة التجزئة ما إذا أرادوا توفير منفذ خدمة كاملة أو منفذ خدمة دنيا، مثل عدم وجود خدمة في حالة آلات البيع؛ والخدمة الذاتية مع مساعدة مبيعات أساسية فقط أو مزود خدمة كاملة كما هو الحال في العديد من البوتيكات والمتاجر المتخصصة. إضافة إلى ذلك، يجب على بائع التجزئة اتخاذ قرارات بالنسبة لدعم المبيعات مثل خدمة التوصيل للعميل وخدمة العملاء بعد البيع.
قد تتضمن خدمات التجزئة أيضًا توفير الائتمان، وخدمات التوصيل، وخدمات الاستشارة، وخدمات التبديل والإرجاع، واستعراض المنتج، والطلبات الخاصة، وبرامج ولاء العملاء، والتجارب محدودة النطاق، ومجموعة من خدمات الدعم الأخرى. غالبًا ما تسعى متاجر البيع بالتجزئة إلى التمييز بين خطوط خدمة العملاء. مثلًا، تقدم بعض المتاجر الكبيرة خدمات المصمم؛ وهو مستشار أزياء، وظيفته مساعدة العملاء في اختيار مجموعة ملابس عصرية مناسبة للموسم القادم، بينما قد تتيح البوتيكات الأصغر للعملاء شراء البضائع تحت التجربة، ما يمكن العميل من تجريب البضائع قبل شرائها. تُعرف أصناف خدمات الدعم المُقدمة باسم نمط الخدمة. في أحد طرفي السلسلة، يقدم مزودو الخدمة الذاتية خدمات دعم أساسية قليلة. وفي الطرف الآخر للسلسلة، يقدم مزودو الخدمة الكاملة مجالًا واسعًا من خدمات العملاء عالية التخصيص لتعزيز تجربة البيع بالتجزئة.
عند اتخاذ قرارات تتعلق بخدمة العملاء، يجب على بائع التجزئة الموازنة بين رغبة العميل بالحصول على خدمة كاملة واستعداد العميل لدفع تكاليف تقديم خدمات الدعم. الخدمة الذاتية طريقة فعالة جدًا من حيث التكلفة لتقديم الخدمات إذ يسخر بائع التجزئة طاقة عمل العميل لإنجاز العديد من مهام بائع التجزئة. مع ذلك، يرغب العديد من العملاء بالحصول على خدمة كاملة وهم مستعدون لدفع زيادة مقابل منافع الخدمة الكاملة. 
غالبًا ما يتضمن دور مساعد المبيعات الترحيب بالعملاء، وتقديم معلومات حول المنتجات والخدمات، وتقديم المشورة حول المنتجات المتوفرة من المخزون الحالي، والإجابة على أسئلة العملاء، وإنهاء معاملات العميل وتوفير خدمة المتابعة اللازمة لضمان رضا العملاء إذا لزم الأمر. بالنسبة لملاك متاجر البيع بالتجزئة، يعتبر تدريب طاقم العمل على المهارات المطلوبة الضرورية لتقديم خدمة عملاء ممتازة أمرًا في غاية الأهمية. قد تتضمن مهارات كهذه معرفة المنتجات، وإدارة المخزون، وإدارة المعاملات النقدية والائتمانية، وإدارة عمليات تبديل المنتجات وإرجاعها، والتعامل مع العملاء صعبي المراس، وبالطبع، معرفة سياسات المتجر بالتفصيل. يخلق تقديم خدمة عملاء ممتازة فرصًا أكثر لبناء علاقات راسخة مع العملاء مع إمكانية تحويل العملاء إلى مصادر ترشيح ودعاة للبيع بالتجزئة. على المدى الطويل، تمنح خدمة العملاء الممتازة الشركات التجارية سمعة جارية وقد تدفعها إلى تفوّق تنافسيّ. خدمة العملاء أساسية لأسباب عديدة. أولًا، تساهم خدمة العملاء في محصلة تجربة البيع بالتجزئة للعميل. ثانيًا، تشير الأدلة إلى أن منظمات البيع بالتجزئة التي تدرب موظفيها تدريبًا لائقًا على خدمة العملاء تستفيد أكثر من المنظمات التي لا تفعل ذلك. يستلزم تدريب خدمة العملاء توجيه طاقم العمل إلى طرق خدمة العميل التي تحقق منفعة الشركات والأعمال. من المهم إنشاء رابطة بين العملاء والموظفين تُعرف باسم إدارة علاقات العملاء.